# Rhinella casconi
Rhinella casconi é uma espécie de anfíbio da família Bufonidae. Endêmica do Brasil, pode ser encontrada na Serra de Baturité no estado do Ceará.

## Conservação
Em 2022, foi classificado como criticamente em perigo (CR) na Lista Vermelha de Espécies Ameaçadas da Fauna do Ceará.